# Chlodosinda
Chlodosinda také Chlodosuinda (571/575? Moselle - ?) byla franská princezna, dcera krále Sigeberta I.  a královny Brunhildy.
Informace o životě Chlodosindy se dochovaly v díle Decem libros historiarum franského biskupa Řehoře z Tours. V době atentátu na svého otce Sigiberta I. žila s matkou v Paříži. Následně byla svým strýcem, králem Chilperichem I. umístěna do vazby v Meaux. V roce 587 se svou matkou Brunhildou a bratrem Childebertem II. odešla do Trevíru, kde se připojila ke svému strýci, králi Guntramovi.
Chlodosinda byla svým strýcem Guntramem dvakrát zasnoubená s cizími panovníky. Prvním z panovníků byl Authari, král Langobardů, který byl ve válce s Byzantskou říší. V té době se Byzantinci snažili získat spojenectví s Childebertem, čehož se snažil dosáhnout i Authari právě zasnoubením s Chlodosindou, ale tato jednání ztroskotala. V roce 587 byla Andelotskou smlouvou Chlodosinda pod ochranou Guntrama, který byl s Vizigóty v rozporu. I přesto v roce 588 Guntram schválil sňatek Chlodosindy s Reccaredem, králem Vizigótů. K sňatku nakonec nedošlo.
Někteří historici se domnívají, že Chlodosinda se patrně později provdala za burgundského šlechtice jménem Chrodoald a je nejmenovanou tetou krále Theudeberta II., kterou zmiňuje Jonáš z Bobbia ve svém díle Vita Columbani.